# Living Next Door to Alice
Living Next Door to Alice là một bài hát do Nicky Chinn và Mike Chapman đồng sáng tác. Được phát hành lần đầu bởi bộ ba hòa âm giọng hát Úc New World vào năm 1972, bài hát được xếp ở vị trí 35 trên bảng xếp hạng Úc. Bài hát sau đó đã trở thành một bản hit trên toàn thế giới cho ban nhạc Smokie của Anh.

## Nội dung
Bài hát nói về tình yêu lâu dài không được đáp lại của một chàng trai trẻ đối với cô gái bên cạnh nhà và người hàng xóm 24 tuổi của anh ta, Alice. Nhân vật chính đã nhìn thấy một chiếc xe limousine đậu tại nhà của Alice, học được thông qua người bạn chung Sally rằng cô ấy đang chuyển đi, và bắt đầu suy nghĩ về những ký ức thời thơ ấu và tình bạn của anh ấy với Alice, và trở nên đau lòng khi thấy Alice bước vào chiếc limousine.
Khi nhìn chiếc xe lái khuất tầm mắt, nhân vật chính cảm thấy hối hận về hai điều:
1. Alice ra đi mà không có lời giải thích;
2. Rằng, trong 24 năm, anh không bao giờ thực hiện cơ hội bày tỏ tình cảm của mình với cô.

Trong câu thơ cuối cùng, Sally giải thích rằng "Alice đã biến mất, nhưng (cô ấy vẫn ở đây" và rằng tất cả thời gian mà ca sĩ đã dồn nén cho Alice, bản thân Sally đã chờ đợi 24 năm để có cơ hội với anh ta. Khi bài hát kết thúc với việc ca sĩ vẫn còn đau và gặp khó khăn trong việc vượt qua giai đoạn trước, những lời cuối cùng của câu thơ cuối cùng về sự lạc quan (và mối quan hệ tiềm năng trong tương lai với Sally) khi chiếc limousine của Alice biến mất trên đường.
Các phiên bản sau của bài hát chèn một đoạn xen kẽ tục tĩu trong khi tạm dừng đoạn điệp khúc (từ khán giả trong buổi biểu diễn trực tiếp hoặc từ một khách mời tách biệt với ca sĩ chính): "Alice! Alice là đứa xxx nào vậy? "(Đôi khi khách sẽ hát "quái nào" hoặc"méo nào " cho màn trình diễn sạch sẽ hơn). Những màn trình diễn này cũng có thể thay đổi một dòng trong đoạn điệp khúc để tình cảm của ca sĩ cũng nhiều như tình dục, và ca sĩ đã hy vọng "được luồn vào trong quần em", thay vì "liếc nhìn lần thứ hai".
Trong chương trình phát sóng Top 40 của Mỹ ngày 26 tháng 5 năm 1979, Casey Kasem đã kể rằng Chapman nói rằng nguồn cảm hứng của ông cho bài "Living Next Door to Alice" là bài hát "Sylvia's Mother" của Dr. Hook.